# البؤساء (مسرحية)
البؤساء مسرحية موسيقية مغناة بالكامل، وهي تحويل فني لرواية فكتور هوغو الصادرة عام 1862 بالاسم نفسه ألّف موسيقاها كلود ميشيل شونبيرغ وكتب كلماتها الأصلية بالفرنسية جان مارك ناتيل وكلماتها الإنجليزية هربرت كريتزمر. عُرضت المسرحية الموسيقية الفرنسية الأصلية أول مرة في 1980 بإخراج روبرت حسين. يُعرض إعدادها الإنجليزي في لندن منذ شهر أكتوبر عام 1985، ما يجعلها المسرحية الموسيقية الأطول عرضًا في مسارح وست إند والثانية في العالم بعد العرض الأصلي في المسرح أقل من برودواي لمسرحية ذا فانتاستيكس.
تدور قصة البؤساء في القرن التاسع عشر، وتحكي عن جان فالجان، وهو فلاح فرنسي، ورغبته بالخلاص، عندما أُطلق سراحه بعد أن قضى تسعة عشر عامًا في السجن لسرقته رغيف خبز من أجل طفل أخته المتضوّر جوعًا. يقرر فالجان أن يخالف شروط إطلاق سراحه ويبدأ حياته من جديد بعد أن ألهمه أسقف بفعل رحمة هائل، لكن مفتش الشرطة المسمى جافير يرفض السماح له بالفرار من العدالة ويطارده لمعظم المسرحية. في سير العمل، يدخل فالجان وعدد كبير من الشخصيات في فترة ثورية بفرنسا، تحاول فيها مجموعة من أصدقاء الألفباء الإطاحة بالحكومة عند حاجز طرقي في باريس.

## خلفية
أُطلقت البؤساء في الأصل بصفة ألبوم فكرة عامة، وقُدم أول تحويل فني لها في قصر الرياضة عام 1980.
في 1983، بعد نحو ستة أشهر من افتتاح المنتج كاميرون ماكنتوش مسرحية كاتس في برودواي، تلقى نسخة من ألبوم الفكرة العامة الفرنسي من المخرج بيتر فاراغو. أُعجب فاراغو بالعمل وطلب من ماكنتوش تقديم نسخة باللغة الإنجليزية من العرض. تردد ماكنتوش في البداية، لكنه وافق أخيرًا. جمع ماكنتوش، بالتعاون مع شركة شكسبير الملكية، فريق إنتاج لإعداد المسرحية الغنائية الفرنسية للجمهور البريطاني. بعد عامين من التطوير، بدأت شركة شكسبير الملكية بعرض النسخة الإنجليزية في لندن يوم 8 أكتوبر 1985 بمركز باربيكان، الذي كان مقر الشركة آنذاك. أدى نجاح المسرحية في وست إند إلى إنتاج برودواي لها.

## تلقي النقاد والأحداث البارزة
كانت آراء النقاد في البؤساء سلبية بدايةً. عند افتتاح إنتاج لندن، وصف فرانسيس كينغ من صحيفة ذا صنداي تلغراف المسرحية بأنها «ميلودراما فكتورية شنيعة أُنتجت بإسراف فكتوري»، واعتبر مايكل راتكليف من صحيفة ذا أوبزرفر العرض «تسلية غبية واصطناعية»، بينما استنكر الباحثون الأدبيون المشروع لتحويله الأدب الكلاسيكي إلى مسرحية موسيقية. تباين الرأي العام: تلقى شباك البيع طلبات تسجيل. بيعت تذاكر الأشهر الثلاثة المتفق عليها، وتحسنت الآراء. امتدّت مدة عرض إنتاج لندن الأصلي من أكتوبر 1985 حتى يوليو 2019، عُرض فيها 13.000 مرة، ما جعله ثاني أطول مسرحية موسيقية عرضًا في العالم بعد ذا فانتاستيكس، وثاني أطول عروض وست إند بعد مصيدة الفئران، وأطول مسرحية موسيقية عرضًا في وست إنت. في 3 أكتوبر 2010، احتفل العرض بذكراه الخامسة والعشرين من خلال تقديم ثلاثة عروض في لندن: الإنتاج الأصلي في مسرح الملكة، وإنتاج الذكرى الخامسة والعشرين المتجول في مركز باربيكان، وكونشرتو الذكرى الخامسة والعشرين في ذا أوه2 أرينا.
افتتح إنتاج برودواي في 12 مارس 1987 واستمر حتى أغلق في 18 مايو 2003 بعد 6.680 عرضًا. عند وقت إغلاقه، كانت ثاني أطول مسرحية موسيقية عرضًا في تاريخ برودواي. اعتبارًا من 2022، ما يزال سادس أطول عرض في برودواي. رُشح العرض لاثنتي عشرة جائزة توني، وفاز بثمانٍ منها، بما فيها أفضل مسرحية موسيقية وأفضل موسيقى أصلية.
عقب ذلك، نُظم عدد كبير من الجولات والإنتاجات الدولية والمحلية، بالإضافة إلى إنتاجات الكونشرتو والبرودكاست. سُجلت عدة تسجيلات كذلك. افتتحت إعادة إحياء في برودواي عام 2006 بمسرح برودهرست، وأغلق في 2008، وافتتحت إعادة إحياء ثانية في برودواي في 2014 بالمسرح الإمبراطوري وأغلقت في سبتمبر 2016. حل العرض في المركز الأول في استفتاء لمستمعي راديو بي بي سي 2 حول «أهم مسرحية موسيقية» عام 2005، وتلقى أكثر من أربعين بالمئة من الأصوات. أُطلقت نسخة سينمائية أخرجها توم هوبر في نهاية 2012 لتلقى مراجعات إيجابية عمومًا إضافة إلى جوائز كثيرة.

## شارتها
شارة المسرحية الموسيقية صورة للقيطة المشردة كوزيت تكنس نُزُل تيناردييه (ما يحدث في المسرحية في خلال «قلعة على غيمة»). تُقَص عادة إلى صورة شخصية تحوي الرأس والكتفين، وتُركب على العلم الفرنسي. الصورة مبنية على تنميشة لغوستاف بريون، والمبنية بدورها على لوحة لإميل بايارد. تظهر لوحة بايارد في عدة من الإصدارات الفرنسية الأولى للرواية.

## نبذة

### مقدمة
في عام 1815 بفرنسا، تعمل مجموعة من السجناء الموثقين بالسلاسل في الأعمال الشاقة («مقدمة: أغنية العمل»). بعد 19 عامًا في السجن، يخرج جان فالجان، «السجين رقم 24601»، بإطلاق سراح مشروط على يد حارس السجن جافير. يجبر القانون فالجان على عرض تذكرة خروج صفراء، والتي تُميّزه على أنه مدان سابق («في إطلاق سراح مشروط»).
لأنه مدان، يُنبذ فالجان أينما ذهب ولا يتمكن من إيجاد عمل منتظم يمنح أجرًا جيدًا أو مسكنًا. لا يقدم له أحد طعامًا أو ملاذًا إلا أسقف ديني. يسرق فالجان بسبب سخطه فضة الأسقف. تلقي الشرطة القبض عليه، لكن بدلًا من تسليمه، يخبر الأسقف الشرطة أن الفضة كانت هدية، وأعطى فالجان زوجًا من الشمعدانات الفضية أيضًا. يقول الأسقف لفالجان أن عليه استغلال الفضة ليصير رجلًا شريفًا. («اعتُقل فالجان، غُفر لفالجان»). ذللت طيبة الأسقف فالجان، وعزم على تخليص نفسه («نجوى فالجان (ما الذي فعلتُه؟)») ويمزق تذكرته الصفراء، مخالفًا شروط إطلاق سراحه.

### الفصل الأول
بعد ثماني سنوات، في 1823، اتخذ فالجان هوية جديدة باسم مسيو مادلين، وهو صاحب مصنع ثري وعمدة مونترويل سور مير. فانتين أم عازبة تعمل في مصنعه، وتحاول إعالة ابنتها كوزيت، التي يربيها صاحب نزل وزوجته في حين تعمل فانتين في المدينة. يشتهي رئيس عمال المصنع فانتين، وعندما ترفض مبادراته، يصب استياءه على بقية العمال، الذين يحتقرونها بسبب ذلك. في أحد الأيام، يسرق أحد العمال رسالة عن كوزيت من فانتين، كاشفًا لبقية العمال أن فانتين أم لطفلة. يندلع شجار، ويستغل رئيس العمال وبقيتهم الحادثة ذريعة لطرد فانتين («في نهاية اليوم»). تتأمل فانتين في أحلامها المحطمة وفي والد كوزيت، الذي هجر كلتيهما («حلمت حلمًا»). لحاجتها المستميتة إلى المال، تبيع قلادتها وشعرها، وتصير في آخر الأمر مومسًا («سيدات فاتنات») وتجذب البحارة المحليين. عندما تدافع عن نفسها أمام زبون مُعتدٍ اسمه باماتابويس، يأتي جافير، وقد صار مفتش شرطة متمركزًا في مونترويل سور مير، ليعتقلها. يمر فالجان أمام المشهد ويشفق على فانتين عندما يدرك أنها عملت لصالحه ذات مرة. يأمر جافير بإطلاق سراحها، ويأخذها إلى المستشفى («اعتقال فانتين»).